# Oldsmar
Oldsmar is een plaats (city) in de Amerikaanse staat Florida, en valt bestuurlijk gezien onder Pinellas County.

## Demografie
Bij de volkstelling in 2000 werd het aantal inwoners vastgesteld op 11.910. In 2006 is het aantal inwoners door het United States Census Bureau geschat op 13.443, een stijging van 1533 (12.9%).

## Geografie
Volgens het United States Census Bureau beslaat de plaats een oppervlakte van 25,0 km², waarvan 23,1 km² land en 1,9 km² water. Oldsmar ligt op ongeveer 2 meter boven zeeniveau.

## Geschiedenis
In 1916 kocht Ransom Eli Olds 37.541 acres (151,92 km²) land voor ongeveer een half miljoen dollar. Op het land zou een stad komen met 100.000 inwoners. De plaatsnaam is een aantal keer gewijzigd, het begon als RE Olds-on-the-Bay en dit veranderde in Oldsmar. In 1927 werd Tampashores de nieuwe naam, maar vanaf 1937 is de oude naam Oldsmar weer in gebruik.
Kort na zijn aankoop richtte Olds de Reo Farms Company op om zijn nieuwe plaats te ontwikkelen. Architecten en stadsplanners werden ingehuurd om ontwerpen te maken en arbeiders werden ingehuurd voor de daadwerkelijke bouw. Het wegenpatroon kreeg de vorm van een wiel, met de as aan de kust van Tampabaai en spaken die landinwaarts steken. Er kwamen belangrijke voorzieningen zoals kerken, scholen en een bank, evenals een spoorwegdepot, een houtzagerij en havenfaciliteiten aan de 16 kilometer lange kust van Tampabaai.
Buiten de plaats werden stukken land gereedgemaakt voor de landbouw. Er kwam een modelboerderij met runderen, paarden, varkens en ander vee. Ze hadden ook percelen beplant met landbouwgewassen. Een publiciteitscampagne werd opgezet om nieuwe bewoners aan te trekken. Hiervoor werd in 1917 de Wayside Inn gebouwd, een hotel met 60 kamers.
In 1921 trof een orkaan de regio om Tampabaai. Omdat Oldsmar weinig boven de zeespiegel ligt, was de schade groot.
In 1923 had Olds meer dan 4,5 miljoen dollar in de gemeenschap geïnvesteerd. Er woonden slechts zo’n 200 mensen en Olds begon zijn bezittingen te verkopen. Tegen de tijd dat Olds de stad verliet, had hij een verlies van bijna drie miljoen dollar geleden. De grootste koper was een groep investeerders onder leiding van Harry Prettyman, later kwam hier een tweede groep bij met Henry Duncan als belangrijkste persoon. De twee groepen hadden een moeizame relatie. Duncan was de initiator van de naamsverandering in Tampashores in 1927. Deze naamsverandering werd in 1937 teruggedraaid.
In 1950 telde de plaats 345 inwoners en in 1950 was dit gestegen naar 2608 in 1980. Omstreeks 1990 werd het inwoneraantal van 10.000 overschreden.

## Plaatsen in de nabije omgeving
De onderstaande figuur toont nabijgelegen plaatsen in een straal van 16 km rond Oldsmar.